# Sainte-Blandine (Deux-Sèvres)
Sainte-Blandine ist eine Commune déléguée in der französischen Gemeinde Aigondigné mit 692 Einwohnern (Stand: 1. Januar 2022) im Département Deux-Sèvres in der Region Nouvelle-Aquitaine. 
Die ehemals selbständige Gemeinde Sainte-Blandine wurde am 1. Januar 2019 mit Mougon-Thorigné und Aigonnay zur Commune nouvelle Aigondigné zusammengeschlossen. Sie hat seither den Status einer Commune déléguée. Die Gemeinde Sainte-Blandine gehörte zum Arrondissement Niort und zum Kanton Celles-sur-Belle. 

## Lage und Klima
Sainte-Blandine liegt etwa 20 km (Fahrtstrecke) südöstlich von Niort bzw. knapp 70 km südwestlich von Poitiers in einer Höhe von ca. 60 m. Die am Jakobsweg gelegenen Nachbarorte Melle und Celles-sur-Belle sind jeweils nur wenige Kilometer entfernt. Das Klima wird in hohem Maße vom etwa 60 km entfernten Atlantik beeinflusst; Regen (ca. 850 mm/Jahr) fällt überwiegend im Winterhalbjahr.

## Bevölkerungsentwicklung
| Jahr                      | 1800 | 1851 | 1901 | 1954 | 1999 | 2016 |
| Einwohner                 | 538  | 658  | 713  | 632  | 540  | 708  |
| Quelle: Cassini und INSEE |      |      |      |      |      |      |

## Wirtschaft
Die ehemalige Gemeinde war in hohem Maße landwirtschaftlich orientiert; in früheren Zeiten lebten die Bewohner im Wesentlichen als Selbstversorger.

## Geschichte
Der bereits im Mittelalter erwähnte Ort ist nach der frühchristlichen Märtyrin und Heiligen Blandina von Lyon († 175) benannt.

## Sehenswürdigkeiten
- Die ehemalige Prioratskirche Sainte-Blandine stammt ursprünglich aus dem 13. Jahrhundert; sie wurde im 17. Jahrhundert erneuert, doch erlitt sie während der Französischen Revolution erhebliche Beschädigungen. Die einschiffige Kirche hat nur (noch?) eine flache Apsis; der Glockengiebel (clocher-mur) ist eine Hinzufügung des 19. Jahrhunderts.[1]